# 李元懿
李 元懿（り げんい、生年不詳 - 咸亨4年1月29日（673年2月21日））は、中国の唐の高祖李淵の十三男。母は張宝林。

## 経歴
武徳4年（621年）、滕王に封ぜられた。貞観7年（633年）、兗州刺史に任ぜられ、実封六百戸を受けた。貞観10年（636年）、鄭王に改封された。鄭州と潞州の刺史を歴任した。貞観23年（649年）、実封千戸まで加増された。総章年間に絳州刺史となった。何度か大きな疑獄を裁き、処置は公平で適切だったので、高宗から褒賞を賜られた。咸亨4年（673年）に世を去ると、司徒・荊州大都督の位を追贈され、献陵に陪葬された。諡を恵といった。
10子があり、長男の李璥が鄭王を継いで、鄂州刺史となった。

## 伝記資料
- 『旧唐書』巻64 列伝第14「鄭王元懿伝」
- 『新唐書』巻79 列伝第4「鄭王元懿伝」